# Minisode1: Blue Hour
Minisode1: Blue Hour (còn được gọi là minisode1: Blue Hour) là mini album mở rộng thứ ba (EP) của nhóm nhạc nam Hàn Quốc TXT. Album được phát hành thông qua Big Hit Entertainment và Republic Records vào ngày 26 tháng 10 năm 2020, năm tháng sau album tiền nhiệm của nó, The Dream Chapter: Eternity (2020).
Album bao gồm năm bài hát, bao gồm cả ca khúc chủ đạo "Blue Hour", tất cả đều do các thành viên trong nhóm đồng sáng tác. Nhóm đã làm việc với nhiều người viết lời khác nhau cho album, bao gồm cả ca sĩ kiêm nhạc sĩ người Anh Charli XCX trong ca khúc "We Lost the Summer". Là một album disco, rock và R&B thử nghiệm với  indie-rock, nu-gaze, dancehall, and pop rock, Minisode1: Blue Hour có sự tham gia sản xuất của El Capitxn, Slow Rabbit, Pdogg, Sam Klempner và Shin Kung. Được viết và thu âm trong đại dịch COVID-19, album kể lại những cảm xúc lãng mạn từ góc nhìn của một thiếu niên phải đối mặt với những thay đổi trong cuộc sống của mình. Tác phẩm nghệ thuật và hình ảnh của album minh họa sự kết nối có thể cảm nhận được thông qua giao tiếp trực tuyến mặc dù ở xa về mặt địa lý.
Minisode1: Blue Hour nhận được đánh giá tích cực từ các nhà phê bình âm nhạc với lời khen ngợi về câu chuyện cảm xúc. Về mặt thương mại, album ra mắt ở vị trí thứ ba trên Gaon Album Chart của Hàn Quốc, bán được hơn 300.000 bản trong tuần đầu tiên. Mini album đã lọt vào bảng xếp hạng Billboard 200 của Hoa Kỳ ở vị trí thứ 25, trở thành album có thứ hạng cao nhất của TXT trong nước. Nó đứng ở vị trí số một trên Bảng xếp hạng Oricon của Nhật Bản, trở thành quán quân bảng xếp hạng thứ hai liên tiếp của các nhóm nhạc và cũng lọt vào Bảng xếp hạng Hot Album của Billboard Nhật Bản ở vị trí thứ hai. Để quảng bá cho album, TXT đã xuất hiện trên một số chương trình âm nhạc của Hàn Quốc bao gồm M Countdown, Music Bank và Show Champion.

## Bối cảnh sáng tác
Sau phần kết của loạt ba phần "Dream Chapter" mô tả những câu chuyện về sự phát triển của mỗi thành viên, Big Hit Entertainment đã đăng một video đồ họa chuyển động trên YouTube và Weverse vào ngày 21 tháng 9 năm 2020, tiết lộ rằng TXT sẽ phát hành mini album thứ ba của họ Minisode1: Blue Hour vào tháng tiếp theo. Theo thông cáo báo chí, mini album đóng vai trò là "một tập phim ngắn được kể bởi Tomorrow X Together trước khi họ chuyển sang loạt phim tiếp theo." Trong một cuộc phỏng vấn với Teen Vogue, TXT tiết lộ rằng album được viết và thu âm trong đại dịch COVID-19.
Minisode1: Blue Hour là bước khởi đầu của chúng tôi khi chúng tôi chuẩn bị chuyển sang loạt câu chuyện tiếp theo. Đó là về cảm giác xa lạ đôi khi có thể ập đến với tất cả chúng ta tại thời điểm mối quan hệ giữa chúng ta với bạn bè trải qua một sự thay đổi nào đó. Những gì chúng tôi đã cố gắng làm thông qua album lần này là mang đến một câu chuyện mà chỉ chúng tôi mới có thể kể nên. Đó là việc chúng tôi đã trải nghiệm qua những trường hợp không thể lường trước được, chẳng hạn như đại dịch COVID-19 và chúng tôi đã cố gắng kể điều đó bằng chính âm nhạc và năng lượng tươi mới của mình.— Trích dẫn của Soobin trong Minisode1: Blue Hour, The Recording Academy.

## Âm nhạc và lời bài hát

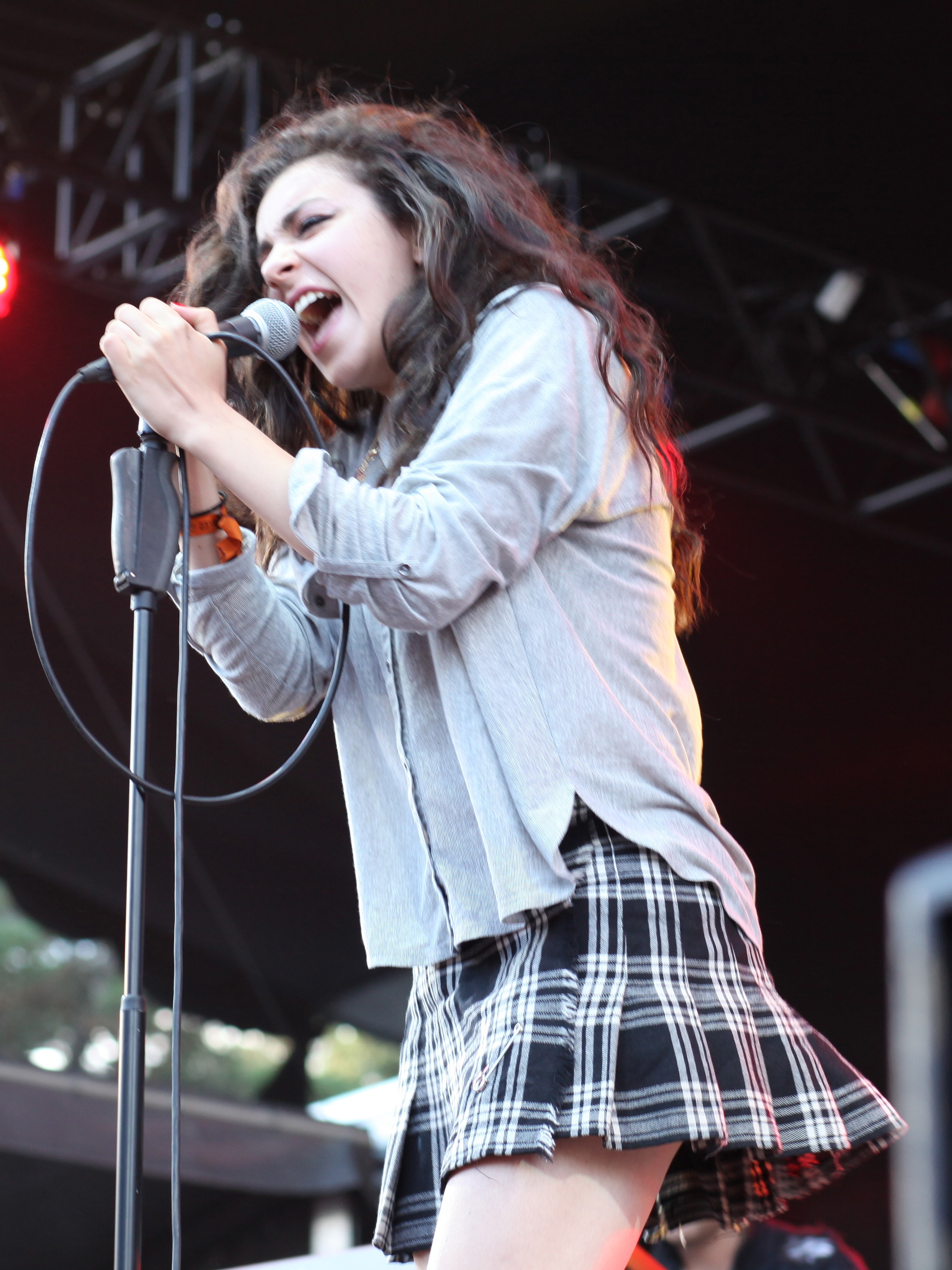
Charli XCX co-wrote the track "We Lost the Summer".

Minisode1: Blue Hour bao gồm năm ca khúc được viết dưới góc nhìn của một thiếu niên "bị cô lập và chìm đắm trong cảm xúc giữa lúc đại dịch". Việc sáng tác được đặc trưng bởi hy vọng, cô đơn, xa lạ, mất thói quen, tuyệt vọng, đồng cảm và kết nối.. Nó miêu tả "những xung đột của thực tế và phản ánh nhu cầu tạm dừng hiện tại trong cuộc sống thực." Minisode1: Blue Hour chủ yếu là một album disco, rock, R&B cùng với một số thể loại khác.
Bài hát mở đầu "Ghosting" là một bản indie-rock hoài cổ và là một bản ballad nhẹ nhàng của những năm 80. Nó bắt đầu với phần hòa âm giọng hát và những âm thanh cổ điển trong phần điệp khúc trước khi tiếp nối với sự du dương của guitar điện và đàn tổng hợp. Về mặt ca từ, bản nhạc đề cập đến cụm từ tiêu đề là "bóng ma" hoặc "bị ám" và nói về sự bối rối cũng như thất vọng khi bị tách biệt ra khỏi thế giới. Soo-bin và Tae-hyun đồng sáng tác lời bài hát với ca sĩ indie-pop Lennon Stella. "Blue Hour" là một bản nhạc dance và disco uptempo mang âm hưởng đồng điệu. Đây là những bước tiến đầu tiên của nhóm ở dòng nhạc disco. Được đồng sáng tác bởi Slow Rabbit và Bang Si-hyuk, phần sản xuất sử dụng các  funky four-on-the-floor beats sôi nổi, guitar nhịp điệu, và nhịp bass sôi động và bùng nổ. Được thúc đẩy bởi guitar điện  và những đoạn nhảy đầy âm trầm trong các phân đoạn, bản nhạc nhẹ nhàng và mới mẻ có giọng hát mượt mà của nhóm nhạc. Tên tiếng Hàn (5 시 53 분 의 하늘 에서 발견 한 너와 나) của bài hát Blue Hour ám chỉ thời gian 5:53 PM, đây là giờ vàng ở thành phố Seoul trong tháng 10. Ẩn dụ về màu sắc phức tạp của bầu trời ngay trước khi mặt trời lặn, lời bài hát ca ngợi "mong muốn gặp lại những kỷ niệm đẹp trong quá khứ thông qua trí tưởng tượng của chính mình." Giải thích thêm về chủ đề này trong một cuộc phỏng vấn với Elle, Soo-bin cho biết: "Khung cảnh đẹp mê hồn, nhưng nó cũng quá tối để nhận ra và 'biết' những người xung quanh, bao gồm cả bạn bè của chúng ta. Có những khái niệm về sự xa lạ trong môi trường quen thuộc; bài hát còn thể hiện một thông điệp: mặc dù chúng ta có thể cảm thấy cô đơn trong những lúc này, nhưng chúng ta vẫn tiếp tục hy vọng rằng chúng ta cảm giác được sự giống nhau giữa mỗi con người.
Ca khúc thứ ba, "We Lost the Summer" (Hangul: 날씨 를 잃어 버렸어) là một bản dancehall mang âm hưởng nhiệt đới, được đồng sáng tác bởi ca sĩ kiêm nhạc sĩ người Anh Charli XCX. Được hỗ trợ bởi guitar, ca khúc có một bản sản xuất trông rất "đầy nắng" dù mang theo một thông điệp "u sầu". Lấy cảm hứng từ bài hát nhạc pop Hàn Quốc "Arcade" của Han's Band năm 1998, tập trung vào cuộc khủng hoảng tài chính của Hàn Quốc trong những năm 90, "We Lost the Summer" song song nói về "những thanh thiếu niên phải đối mặt với một thế giới bị đảo lộn do đại dịch." Beom-gyu giải thích "Nhiều thanh thiếu niên đã không thể đến trường và đi chơi với nhau, chuyền cho nhau những lá thư hay dùng chung tai nghe, v.v. Tuy đây là câu chuyện của chúng tôi nhưng nó đồng thời cũng là một chủ đề mà thanh thiếu niên trên toàn thế giới có thể liên quan đến. Đó là từ góc nhìn của lứa tuổi thanh thiếu niên và chúng tôi muốn giải quyết vấn đề đó thông qua âm nhạc của mình." Ca khúc thứ tư "Wishlist "là một bài hát pop-rock mang âm hưởng guitar, do chính Huening Kai, Tae-hyun và Yeon-jun đồng sáng tác. Về mặt ca từ, nó miêu tả câu chuyện về một chàng trai chuẩn bị một món quà cho tình yêu của mình. Bài hát kết thúc "Way Home" (tiếng Hàn: 하굣길) là một bài hát R&B với giọng hát nhẹ nhàng, nhịp đập, trống nhịp nhàng và phần hòa âm tổng hợp. Về mặt âm sắc, giai điệu đã đánh một bước chuyển từ những âm thanh tươi sáng và vui vẻ vốn là đặc trưng của TXT. Bài hát thể hiện sự cô đơn của một cậu bé trên đường đi học về và nhấn mạnh sự cần thiết của sự đồng hành. Theo Yeon-jun, ca khúc nói về "một niềm tin rằng bất kể chúng ta có thể cảm thấy bất ổn, chúng ta sẽ vẫn ở bên nhau miễn là chúng ta nhớ về nhau."

## Tiêu đề và tác phẩm nghệ thuật
Cụm từ "Blue Hour" trong tiêu đề của album là cùng tên và ám chỉ đến "câu chuyện về những chàng trai buộc phải đứng trước bờ vực của thế giới thực trong thời điểm xanh." Trước khi phát hành album, nhóm đã úp mở về ba phiên bản ảnh concept: R, VR và AR. Phiên bản R mô tả "các thành viên hầu như ở cùng nhau nhưng với chính họ trong một không gian trực tuyến." Phiên bản VR kết xuất ban nhạc "trong một không gian ảo vô hạn phản ánh phong cách sống thống trị trực tuyến ngày nay." Phiên bản AR đã minh họa "khoảng cách giữa sự cô lập tại nhà của họ và những nơi họ muốn đến."
Mục tiêu cho các khía cạnh hình ảnh của album này là phản ánh sự phát triển của không gian trực tuyến như một trung tâm giao tiếp và gắn kết của chúng tôi trong khi phải ở trong nhà. Giờ đây, việc gặp gỡ mọi người và dành thời gian với nhau trên mạng trở nên tự nhiên hơn nhiều; đó là một sự thay đổi trong văn hóa của chúng tôi và định nghĩa về "không gian" mà chúng tôi chia sẻ với bạn bè của mình. Các yếu tố hình ảnh nhằm thể hiện niềm hạnh phúc và niềm vui mà chúng ta vẫn có thể cảm nhận được khi kết nối với nhau thông qua không gian ảo và trực tuyến. Màu sắc tươi sáng và sống động thể hiện không gian cá nhân của chúng tôi.— Trích dẫn của Beomgyu tại the artwork, visuals and aesthetics of Minisode1: Blue Hour.

## Phát hành và quảng bá
Vào ngày 21 tháng 9 năm 2020, Minisode1: Blue Hour đã có sẵn để đặt hàng trước với ba phiên bản: R, VR và AR, được hoàn thiện với màu xanh lam, hồng và tím tương ứng. Vào ngày 29 tháng 9, phiên bản R của ảnh concept cho album đã được phát hành cùng với một đoạn teaser pixel art. Phiên bản VR và AR của ảnh concept lần lượt được phát hành vào ngày 6 và 8 tháng 10. Danh sách theo dõi album được tiết lộ vào ngày 9 tháng 10. Từ ngày 12 đến ngày 16 tháng 10, video teaser của từng thành viên đã được tải lên YouTube. Đoạn giới thiệu nhóm đầu tiên cho video âm nhạc của đĩa đơn chủ đạo của album "Blue Hour" được phát hành vào ngày 18 tháng 10, tiếp theo là đoạn giới thiệu thứ hai vào ngày 20 tháng 10. Bản xem trước của các bài hát có trong album được phát hành vào ngày 23 tháng 10. Album đã phát hành vào ngày 26 tháng 10 năm 2020, ở định dạng CD và kỹ thuật số. Video âm nhạc cho đĩa đơn chủ đạo "Blue Hour", do Guzza of Lumpens đạo diễn, đã được phát hành lên kênh YouTube của Big Hit cùng với việc phát hành album.  Phiên bản performance của video được phát hành vào ngày 9 tháng 11 năm 2020.
Vài giờ trước khi phát hành album, TXT đã tổ chức một buỏi showcase tại Yes24 Live Hall, Gwangjin-gu, Seoul, được phát trực tuyến thông qua YouTube. Vài giờ sau khi phát hành album, một "Comeback Show" đặc biệt do Mnet tổ chức đã được phát trực tiếp trên toàn thế giới, nơi họ biểu diễn "Blue Hour" lần đầu tiên. Vào ngày 27 tháng 10, ban nhạc đã xuất hiện với tư cách khách mời trên KBS Cool FM. Thử thách nhảy với hashtag "#BlueHour_Moment" đã được bắt đầu trên TikTok trong cùng một ngày. Nhóm xuất hiện trên chương trình tạp kỹ Weekly Idol tập ngày 28 tháng 10. TXT bắt đầu quảng bá album bằng các buổi biểu diễn trực tiếp trên truyền hình trên một số chương trình âm nhạc hàng tuần của Hàn Quốc, bắt đầu với Mnet của M! Countdown vào ngày 29 tháng 10, nơi họ biểu diễn "Blue Hour". Ban nhạc cũng đã xuất hiện trên Music Bank, The Show, Show Champion và Inkigayo, để biểu diễn bài hát.  Họ đã biểu diễn "Blue Hour" và "We Lost the Summer" trên Kakao TV's Comeback Show MU: Talk Live vào ngày 2 tháng 11. Trong tuần quảng bá thứ hai, "Blue Hour" đã giành được vị trí đầu tiên trên The Show vào ngày 3 tháng 11. Ban nhạc xuất hiện trên chương trình Cultwo Show của SBS Power FM vào ngày 8 tháng 11, nơi họ biểu diễn "Blue Hour". Ban nhạc đã biểu diễn "Blue Hour" trên "Open Mic" của Genius và Kim Shin-Young's Hope Song at Noon của MBC FM4U vào Noon lần lượt vào ngày 17 tháng 11 và ngày 19 tháng 11.
TXT đã phát hành một teaser cho video âm nhạc của ca khúc "We Lost the Summer" vào ngày 10 tháng 11 năm 2020. Ảnh và video teaser cá nhân lần lượt được công bố vào ngày 12 và 13 tháng 11. MV của bài hát đã được phát hành lên YouTube vào ngày 13 tháng 11.

## Tiếp nhận quan trọng
| Đánh giá chuyên môn | Đánh giá chuyên môn |
| Nguồn đánh giá      | Nguồn đánh giá      |
| Nguồn               | Đánh giá            |
| ------------------- | ------------------- |
| IZM                 |                     |

Khi phát hành, Minisode1: Blue Hour nhìn chung đã nhận được những đánh giá tích cực từ các nhà phê bình âm nhạc. Choi Ji-won từ The Korea Herald cho rằng mini album "rất thơ mộng và khơi dậy cảm xúc của người nghe, cũng như các bài hát trước đây của nhóm nhạc." Viết cho cùng một ấn phẩm, Hong Dam-young cho rằng "nhóm dường như đã chuyển hướng từ album trước, thể hiện khía cạnh đen tối hơn của các thành viên trong nhóm và miêu tả cuộc đấu tranh trong tuổi trẻ của họ," bổ sung "các chương trình âm nhạc mới mà họ đã vượt qua những khó khăn đó." Nhà báo âm nhạc Jeff Benjamin ca ngợi album là "Đã mang lại cho chúng tôi một sự thiền định thông qua các mặt và thấp trong năm nay." Mặt khác, Lim Seon-hee từ IZM cho rằng tracklist là "dễ nghe" nhưng vẫn thấy nhóm "lan tỏa năng lượng tươi sáng và đủ đầy [...] khiến người ta phải thở phào."

## Hiệu suất thương mại
Vào ngày 6 tháng 10, nhà phân phối album Dreamus báo cáo rằng đơn đặt hàng trước cho Minisode1: Blue Hour đã vượt qua 300.000 bản trong vòng mười ngày, thiết lập kỷ lục các album pre-orders cao nhất cho nhóm nhạc. Đến ngày 25 tháng 10, lượng đặt trước album đã vượt quá 400.000 bản.
Minisode1: Blue Hour ra mắt ở vị trí thứ 25 trên bảng xếp hạng Billboard 200 của Hoa Kỳ trong số phát hành ngày 21 tháng 11 năm 2020, bán được 19.000 đơn vị album tương đương trong tuần đó, trở thành album đầu tiên đứng đầu bảng xếp hạng và xếp hạng cao nhất của TXT trong nước. Ngoài ra, nó đạt vị trí số một trên cả bảng xếp hạng Billboard World Albums và Top Album Sales. Album mở đầu ở vị trí thứ ba trên Gaon Album Chart của Hàn Quốc, bán được 303.190 bản trong tuần đầu tiên, vượt qua kỷ lục 181.000 bản trước đó của nhóm với The Dream Chapter: Eternity..  Minisode1: Blue Hour là album bán chạy thứ bảy trong tháng 10 năm 2020 tại Hàn Quốc, bán được 415.761 bản physical. Album đã giành vị trí quán quân trên Bảng xếp hạng Oricon Albums trên bảng xếp hạng từ ngày 26 tháng 10 đến ngày 1 tháng 11 năm 2020, với 32.057 bản được bán ra, trở thành album quán quân thứ hai của TXT tại Nhật Bản, sau The Dream Chapter: Eternity. Nó cũng đứng đầu bảng xếp hạng Doanh số bán album hàng đầu của Billboard Nhật Bản và đứng ở vị trí thứ hai trong Bảng xếp hạng Hot Album với 24.462 đơn vị được bán ra.  Vào tháng 12 năm 2020, album đã nhận được chứng nhận bạch kim từ Hiệp hội Nội dung Âm nhạc Hàn Quốc (KMCA), với 250.000 bản.

## Giải thưởng
| Bài hát     | Chương trình | Kênh    | Ngày                | Ghi chú |
| ----------- | ------------ | ------- | ------------------- | ------- |
| "Blue Hour" | The Show     | SBS MTV | 3 tháng 11 năm 2020 | [ 61 ]  |

| Nơi phát hành            | Danh sách                                 | Bài hát/Album        | Thứ hạng | Ghi chú |
| ------------------------ | ----------------------------------------- | -------------------- | -------- | ------- |
| BuzzFeed                 | 35 Songs That Helped Define K-Pop In 2020 | "Blue Hour"          | 11       | [ 62 ]  |
| MTV                      | The Best K-Pop B-Sides of 2020            | "Ghosting"           | 10       | [ 63 ]  |
| Rolling Stone India      | 10 Best K-pop Albums of 2020              | Minisode1: Blue Hour | 7        | [ 64 ]  |
| CNN Philippines Life     | Our Best K-pop Songs of 2020              | "Blue Hour"          | —        | [ 65 ]  |
| South China Morning Post | The Top 15 K-pop Albums of 2020           | Minisode1: Blue Hour | —        | [ 66 ]  |

## Danh sách
Bản quyền được thực hiện bởi Spotify và Tidal.
| Danh sách các bài hát Minisode1: Blue Hour | Danh sách các bài hát Minisode1: Blue Hour       | Danh sách các bài hát Minisode1: Blue Hour | Danh sách các bài hát Minisode1: Blue Hour | Danh sách các bài hát Minisode1: Blue Hour |
| STT                                        | Nhan đề                                          | Sáng tác | Producer(s)                                | Thời lượng                                 |
| ------------------------------------------ | ------------------------------------------------ | --- | ------------------------------------------ | ------------------------------------------ |
| 1.                                         | "Ghosting"                                       | Boeun Kim Chris James David Charles Fischer Slow Rabbit Erin McCarley Heejoo Lee Jaekyu Jung Jeongmi Kim Jieun Jeon Huening Kai Kyler Niko Lennon Stella Ru Uth Sueran Lee Sonjong Hwang Soobin Submin Kim Taehyun Wuhyun Park El Capitxn | El Capitxn                                 | 3:43                                       |
| 2.                                         | "Blue Hour" (5시 53분의 하늘에서 발견한 너와 나) | Slow Rabbit Kyler Niko Lil 27 Club "Hitman" Bang | Slow Rabbit                                | 3:29                                       |
| 3.                                         | "We Lost the Summer" (날씨를 잃어버렸어)         | Charli XCX Charlotte Grace Victoria Lee Colton Ward Slow Rabbit Pdogg Kyle Bladt Knudsen Lil 27 Club | Slow Rabbit Pdogg                          | 3:31                                       |
| 4.                                         | "Wishlist"                                       | Boeun Kim Cazzi Opeia Slow Rabbit Ellen Berg Heejoo Lee Huening Kai Melanie Joy Fontana Micheal "Lindgren" Schulz Minyoung Yoon Sam Klempner Sueran Lee "Hitman" Bang Taehyun Wuhyun Park Yeonjun Yunkyoung Cho                           | Sam Klempner                               | 3:12                                       |
| 5.                                         | "Way Home" (하굣길)                              | Daewook Chung Heejoo Lee Hyojung Shin Huening Kai Melanie Joy Fontana Micheal "Lindgren" Schulz "Hitman" Bang Sofia Kay Adora Subin Kim Sunjae Oh Taehyun Wonderkid Wuhyun Park Yeonjun                                                   | Wonderkid Shinkung                         | 3:03                                       |

## Người tham gia
Bản quyền đến từ Tidal.
- TXT – lead vocals (all tracks)
- El Capitxn – production, keyboards, synthesizer, recording (track 1), vocal arrangement (tracks 1–2, 4), sound editing (tracks 1, 4)
- Slow Rabbit – production (tracks 1–2), keyboards, synthesizer, (tracks 2–3) recording (tracks 2–3, 5), vocal arrangement (tracks 2–5), sound editing (tracks 2–3)
- Huening Kai – backing vocals (all tracks)
- Taehyun – backing vocals (all tracks)
- Chris Gehringer – mastering (track 1)
- Hector Castillo – mixing (track 1)
- Kim Cho-rong – recording (track 1)
- Frants – synthesizer (track 1)
- Vendors – backing vocals, synthesizer(track 1)
- Joo-hwan Seo – synthesizer (track 1)
- Adora – vocals (tracks 2, 4–5), recording (track 5)
- Borom Kim – vocals (tracks 2, 4)
- Chorong Kim – vocals (tracks 2, 4), recording (tracks 3–5)
- Yoo Han-gyeol – vocals (tracks 2, 4)
- Wooyoung Jung – vocals (tracks 2, 4), recording (track 4)
- Elijah Merrit-Hitch – mixing assistance (tracks 2–3)
- Heid Wang – mixing assistance (tracks 2–3)
- Kyler Niko – backing vocals, recording (track 2)
- Yeonjun – backing vocals (tracks 2–5)
- Del Atkins – bass (track 2)
- Serg Dimitrijevic – guitars (track 2)
- Josh Godwin – mixing (tracks 2–3)
- Erik Reichers – recording (track 2)
- Revin – sound editing (tracks 2–4)
- Young – guitars (track 3)
- Pdogg – production, keyboards, synthesizer (track 3)
- Yoojeong Son – recording (tracks 3–4)
- Cazzi Opeia – backing vocals, recording (track 4)
- Ellen Berg – backing vocals, recording (track 4)
- Melanie Joy Fontana – backing vocals (tracks 4–5)
- Sam Klempner – production, bass, guitars, keyboards, recording,  (track 4)
- Park Jinse – mixing (track 4)
- Michel "Lindgren" Schluz – recording (tracks 4–5)
- Shin Kung – production, keyboards, vocal arrangement (track 5)
- Wonderkid – production, synthesizer (track 5)
- Yang Ga – mixing (track 5)
- Ji-yeon Kim – recording (track 5)

## Bảng xếp hạng

### Bảng xếp hạng theo tuần
| Bảng xếp hạng (2020-21)                | Thứ hạng |
| -------------------------------------- | -------- |
| Album Bỉ (Ultratop Vlaanderen)         | 129      |
| Album Hungaria (MAHASZ)                |          |
| Japanese Albums (Oricon)               | 1        |
| Japan Hot Albums (Billboard)           | 2        |
| South Korean Albums (Gaon)             | 1        |
| Album Hoa Kỳ Billboard 200             | 25       |
| US Tastemaker Albums (Billboard)       | 9        |
| US Top Album Sales (Billboard)         | 1        |
| US Top Current Album Sales (Billboard) | 1        |
| US World Albums (Billboard)            | 1        |

### Bảng xếp hạng theo tháng
| Bảng xếp hạng (October 2020) | Thứ hạng |
| ---------------------------- | -------- |
| South Korean Albums (Gaon)   | 7        |

### Bảng xếp hạng cuối năm
| Bảng xếp hạng (2020)       | Thứ hạng |
| -------------------------- | -------- |
| Japanese Albums (Oricon)   | 83       |
| South Korean Albums (Gaon) | 19       |

## Chứng nhận
| Quốc gia                                  | Chứng nhận | Doanh số |
| ----------------------------------------- | ---------- | -------- |
| Hàn Quốc                                  | Platinum   | 250,000  |
| ^ Chứng nhận dựa theo doanh số nhập hàng. |            |          |

## Lịch sử phát hành
| Quốc gia      | Ngày                 | Định dạng                       | Label            | Ghi chú |
| ------------- | -------------------- | ------------------------------- | ---------------- | ------- |
| Các nước khác | 26 tháng 10 năm 2020 | CD, Digital Download, Streaming | Big Hit          | [ 18 ]  |
| Các nước khác | 26 tháng 10 năm 2020 | CD, Digital Download, Streaming | Republic Records | [ 80 ]  |